# テリー・ギリアム
テリー・ギリアム（Terry Gilliam、1940年11月22日 - ）は、アメリカ生まれのイギリスの映画監督、アニメーター。本名：テレンス・ヴァンス・ギリアム（Terence Vance Gilliam）。イギリスのコメディグループ「モンティ・パイソン」のメンバーの一人。1968年にイギリス国籍を取得し、38年間に渡ってアメリカとイギリスの二重国籍であったが、2006年にアメリカ国籍を放棄している。

## 経歴

### 青少年期
1940年11月22日、ミネソタ州メディシンレイク生まれ。兄弟は2歳下の妹と10歳下の弟の2人。父親はフォルガーズ・コーヒーの訪問販売員（その後大工に転職）。
妹の気管支喘息治療の為、家族はカリフォルニア州に移り住み、テリーはここでバーミンガム高校に入学。生徒会長を務めたりもしている。優等生で、シニア・プロム（高校卒業を祝うダンスパーティ）では「最も成功しそうな男」としてプロム・キング(日本における学生生活に当てはめれば、ミスター・コンテストのグランプリ)に選出される。また高校時代、後に影響を受けることとなる漫画雑誌『MAD』を見つけている。
高校卒業後、オクシデンタル大学に進学。物理学を専攻するが、ファインアートへと専攻を切り替え、最終的には政治学専攻に変更することとなる。学生運営雑誌『ファング』（Fang）の作業を受け持ち、3年生の時は編集者として参加。誌面傾向を『MAD』の編集者ハーヴェイ・カーツマンのトリビュートとしていく。また、この雑誌のコピーをカーツマンに送っている。卒業後、広告代理店に就職するが長くは続かず、カーツマンの誘いにより雑誌『ヘルプ!』（Help!）の編集者に転職する。

### 渡英

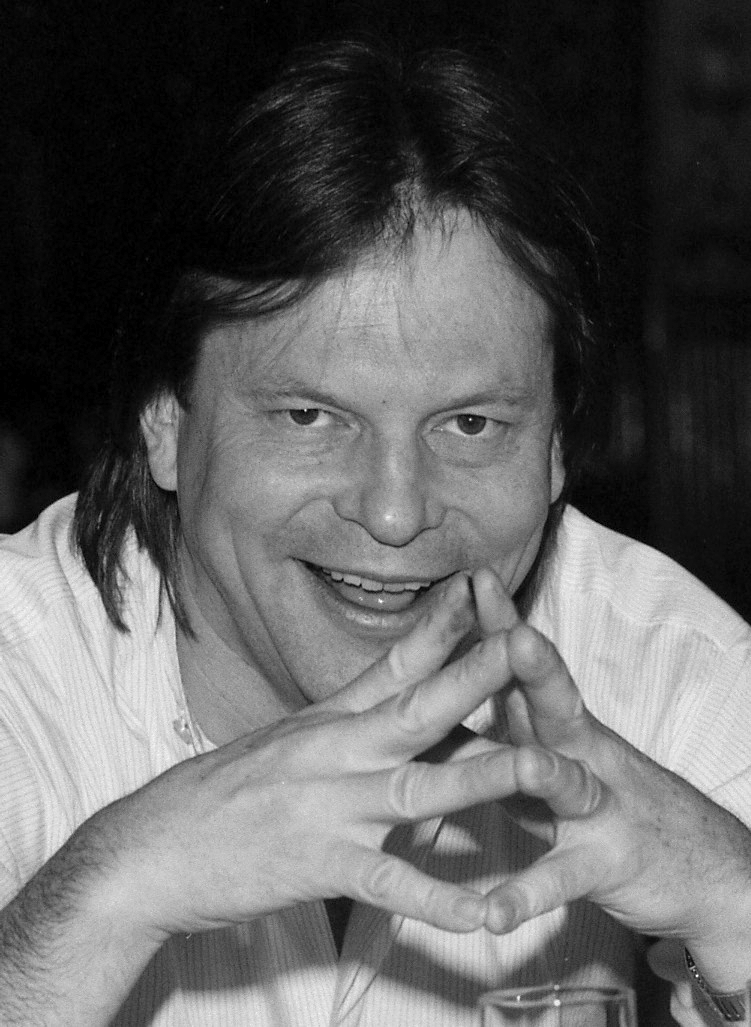
1985年撮影。

テリーはコミック・ストリップ作家、アニメーターとしての仕事を始める。後にモンティ・パイソンで仲間となるジョン・クリーズを写真コミック・ストリップ作品として特集し、『ヘルプ!』誌上にて掲載している。その後の1960年代半ば、イギリスへ渡りフリーのイラストレーターとしてロンドンで雑誌の仕事をする。また、知人となっていたジョン・クリーズの紹介で子供向け番組『ドゥ・ノット・アジャスト・ユア・セット』（Do Not Adjust Your Set）に参加、アニメーションを製作する。この番組で、後にモンティ・パイソンで仲間となるエリック・アイドルやマイケル・ペイリン、テリー・ジョーンズと出会っている。
モンティ・パイソン内では唯一の英国人以外のメンバーとして、BBCの製作番組『空飛ぶモンティ・パイソン』に参加する。ここで、アニメーションを担当し、シュールなアニメーションを製作。このアニメーションはしばしば、番組内のスケッチにリンクし、モンティパイソン内におけるヴィジュアル・ランゲージの一つとして機能した。また、いくつかのスケッチには脇役として出演もしている。
モンティ・パイソンにおけるテリーのアニメーションには独自の様式がある。古い写真（ほとんどはヴィクトリア朝のもの）を背景に、自分が描いたイラストと写真から切り抜いたモチーフとを動かすというものである。この手法は、アニメーションやフラッシュアニメ作品などの多くの場所において模倣されている。テリーのアニメーションは「ギリアメーション」（Gilliamations）と呼ばれる。
その後、映画監督としての仕事を始め、主な活動をこれに移して行く。映画監督としての初めての仕事は、1975年製作の『モンティ・パイソン・アンド・ホーリー・グレイル』であるが、これはテリー・ジョーンズとの共同監督であった。1977年、初の単独監督作『ジャバーウォッキー』を監督。その後、多くの映画作品の監督を務める。

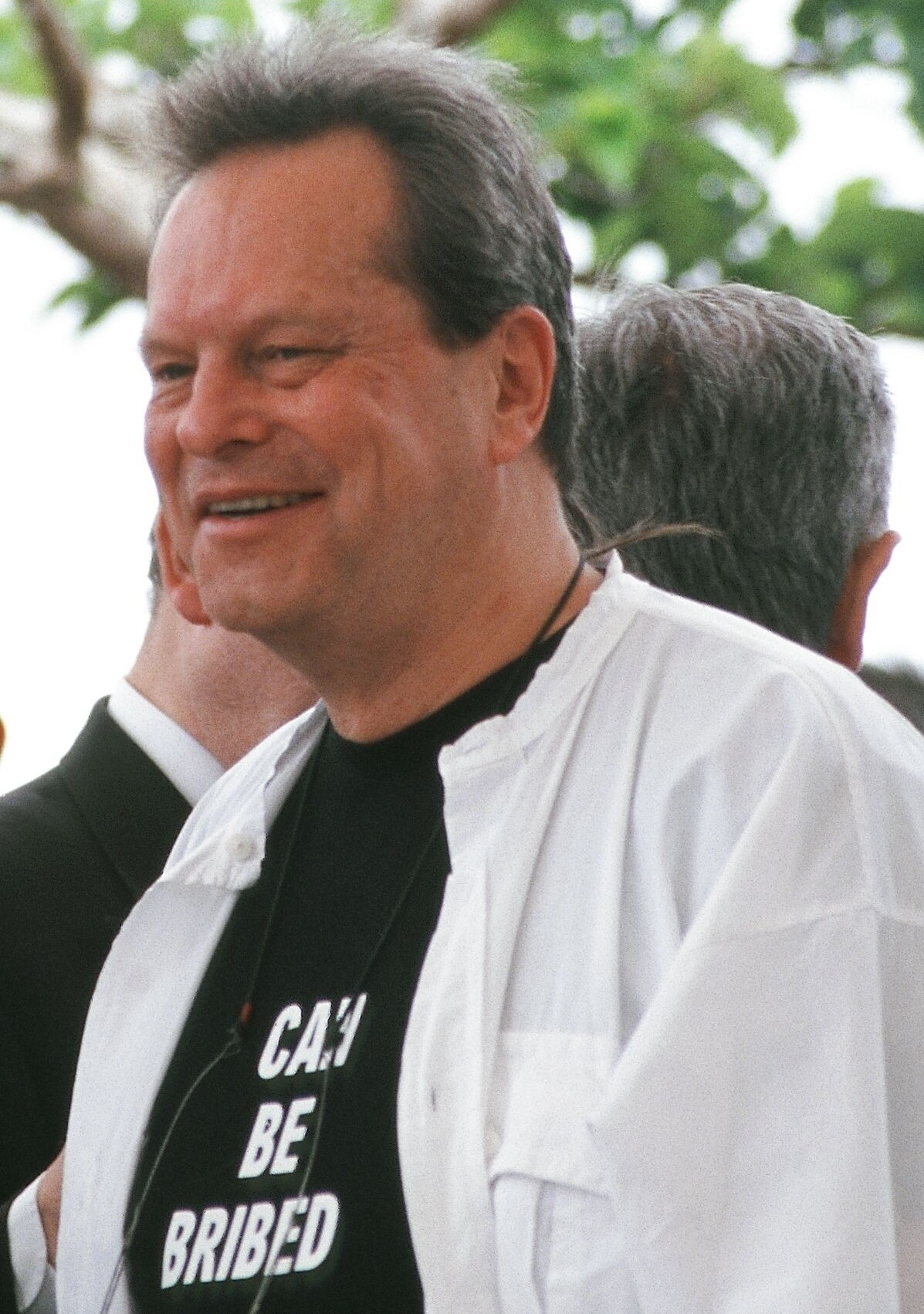
カンヌ国際映画祭（2001年）にて。

『未来世紀ブラジル』は米国内では改竄されたヴァージョンが公開され、配給のユニバーサルとの闘争が展開。第58回アカデミー賞では、その独特の世界観が評価され、脚本賞と美術賞にノミネートされるも興行的には失敗を喫し、次作『バロン』ではプロデューサーの杜撰な製作管理によって予算が膨れ上がり、当初のヴィジョンが反映されなかった上興業的にも製作費回収には程遠い成績に終わった。この体験で「映画作りが嫌になった」と語っている。
しかし、その次に製作した『フィッシャー・キング』ではマーセデス・ルールがアカデミー助演女優賞を、作品自体もヴェネツィア国際映画祭銀獅子賞を受賞している。
2002年、ナイキのワールドカップキャンペーンの一環であるテレビCM「シークレット・トーナメント」（The Secret Tournament）の監督を務めた。これは、世界のベスト・プレーヤーたちが巨大なタンカーの中で3対3で戦うという内容で、BGMにはエルヴィス・プレスリーの「おしゃべりはやめて」が使われた。このCMは高い人気を集め、批評家からも絶賛された。

### 私生活
イギリスのメイクアップアーティストおよび衣装デザイナーであるマギー・ウェストンと1973年に結婚。2女1男の3人の子供に恵まれ、彼らはギリアムの映画の中にたびたび登場している。

### その他
- 進行中のプロジェクトがいくつかあるが、ニール・ゲイマン、テリー・プラチェットのファンタジー小説『Good Omens』の映画化もそのひとつ。
- 1990年代半ば、Charles McKeownと共に『バンデットQ』の続編の脚本を執筆したが、本編の俳優たちの何人かが亡くなったためプロジェクトは実現しなかった。また、ディケンズの『二都物語』を監督するはずだったが、予算面で折り合いがつかず頓挫した。
- アニメによるヴァーチャル・バンド・ゴリラズの映画を監督（あるいは制作に関与）する話もあるという。
- 1992年に東宝とトライスターが『GODZILLA』の製作に合意した際、監督としてギリアムの名がアナウンスされた。しかしその件はいつの間にかうやむやになり、『GODZILLA』の監督はその後ヤン・デ・ボンを経てローランド・エメリッヒが担当した。
- 1989年と1996年にアラン・ムーア作のコミック・ブック 『ウォッチメン』（Watchmen）を映画化しようとしたが、これも実現しなかった。
- 1990年代後半ごろより着手している、映画『テリー・ギリアムのドン・キホーテ』（The Man Who Killed Don Quixote）は、数々のトラブルに見まわれており、一時は暗礁に乗り上げたこともあったが、2010年代中頃より再始動、2017年には公開時期は未定ながら、ひとまず撮影を完了した[3]（詳細については作品の項目先を参照）。特に1999年から2000年にかけての制作開始と暗礁の帰結についてはドキュメンタリー映画『ロスト・イン・ラマンチャ』（2002年）という形で詳細に描かれている。
- スタンリー・キューブリックは、自身の監督作品である『博士の異常な愛情』の続編を考えた時、監督としてギリアムを考えたという。しかし、キューブリックの死により話は流れてしまい、ギリアムも話を知ったのはキューブリックの死後のことであった。

## 監督作品
| 年   | 題名                                                                           | 備考                                 |
| ---- | ------------------------------------------------------------------------------ | ------------------------------------ |
| 1975 | モンティ・パイソン・アンド・ホーリー・グレイル Monty Python and the Holy Grail | テリー・ジョーンズと共同監督         |
| 1977 | ジャバーウォッキー Jabberwocky                                                 |                                      |
| 1981 | バンデットQ Time Bandits                                                       |                                      |
| 1983 | クリムゾン 老人は荒野をめざす The Crimson Parmanent Assurance                  | 『人生狂騒曲』に組み込まれる短編映画 |
| 1985 | 未来世紀ブラジル Brazil                                                        |                                      |
| 1988 | バロン The Adventures of Baron Munchausen                                      |                                      |
| 1991 | フィッシャー・キング The Fisher King                                           |                                      |
| 1996 | 12モンキーズ Twelve Monkeys                                                    |                                      |
| 1998 | ラスベガスをやっつけろ Fear and Loathing in Las Vegas                          |                                      |
| 2005 | ブラザーズ・グリム The Brothers Grimm                                          |                                      |
| 2005 | ローズ・イン・タイドランド Tideland                                            |                                      |
| 2009 | Dr.パルナサスの鏡 The Imaginarium of Doctor Parnassus                          |                                      |
| 2013 | ゼロの未来 The Zero Theorem                                                    |                                      |
| 2018 | テリー・ギリアムのドン・キホーテ The Man Who Killed Don Quixote                |                                      |
| TBA  | The Carnival at the End of Days                                                |                                      |

## 出演作品
- 空飛ぶモンティ・パイソン Monty Python's Flying Circus（1969年 - 1973年）テレビシリーズ
- モンティ・パイソン・アンド・ナウ And Now for Something Completely Different（1971年）
- モンティ・パイソン・アンド・ホーリー・グレイル Monty Python and the Holy Grail（1974年）
- モンティ・パイソン ライフ・オブ・ブライアン Life of Brian（1979年）
- モンティ・パイソン・ライブ・アット・ザ・ハリウッド・ボウル Monty Python Live at the Hollywood Bowl（1982年）
- モンティ・パイソン 人生狂騒曲 Monty Python's the Meaning of Life（1983年）
- スパイ・ライク・アス Spies Like Us（1985年）
- ロスト・イン・ラ・マンチャ Lost In La Mancha（2001年）ドキュメンタリー
- モンティ・パイソン ある嘘つきの物語 グレアム・チャップマン自伝 A Liar's Autobiography: The Untrue Story of Monty Python's Graham Chapman（2012年）アニメーション（声での出演）
- ジュピター Jupiter Ascending（2015年）
- ミラクル・ニール! Absolutely Anything（声の出演。2015年）

## 主な受賞とノミネート
| 賞                           | 年     | 部門             | 作品名                            | 結果       |
| ---------------------------- | ------ | ---------------- | --------------------------------- | ---------- |
| 英国アカデミー賞             | 1969年 | 特別賞           | 『空飛ぶモンティ・パイソン』      | 受賞       |
| 英国アカデミー賞             | 1983年 | 短編映画賞       | 『クリムゾン 老人は荒野を目指す』 | ノミネート |
| 英国アカデミー賞             | 2008年 | フェローシップ賞 | -                                 | 受賞       |
| アカデミー賞                 | 1985年 | 脚本賞           | 『未来世紀ブラジル』              | ノミネート |
| ロサンゼルス映画批評家協会賞 | 1985年 | 監督賞           | 『未来世紀ブラジル』              | 受賞       |
| ロサンゼルス映画批評家協会賞 | 1985年 | 脚本賞           | 『未来世紀ブラジル』              | 受賞       |
| ロサンゼルス映画批評家協会賞 | 1991年 | 監督賞           | 『フィッシャー・キング』          | ノミネート |
| ゴールデングローブ賞         | 1991年 | 監督賞           | 『フィッシャー・キング』          | ノミネート |
| ヴェネツィア国際映画祭       | 1991年 | 銀獅子賞         | 『フィッシャー・キング』          | 受賞       |

## 著書
- 映画作家が自身を語る Gilliam on Gilliam テリー・ギリアム（イアン・クリスティ編、広木明子訳、フィルムアート社）
- モンティ・パイソン正伝（他メンバーと共著。白夜書房）

## 関連文献
- Dreams – exclusive interviews with Gilliam and coverage of his films
- Senses of Cinema: Terry Gilliam
- The Terry Gilliam Files – Interviews and behind-the-scenes production stories
- Extensive Terry Gilliam Filmography and Biography
- Terry Gilliam's Cinématon. A 4 minutes portrait by Gérard Courant
- Terry Gilliam: BAFTA A Life in pictures
- Terry Gilliam Interviewed by Jonathan Derbyshire “The Imaginarium of Doctor Parnassus" on New Statesman